# Championnats des États-Unis de natation
Les Championnats des États-Unis de natation sont des compétitions organisées sur le sol américain pour déterminer les champions nationaux en natation sportive. Trois rendez-vous se déroulent chaque année : deux en grand bassin et un en petit bassin. Régulièrement, ces championnats permettent de déterminer la composition de l'équipe nationale américaine pour les grands événements internationaux. Des sélections olympiques ou Olympic Trials sont cependant organisées peu de temps avant les Jeux olympiques d'été. Ces sélections remplacent parfois les championnats nationaux qui ne sont alors pas disputées comme en l'an 2000 ou les sélections ont remplacé les championnats nationaux. En 2008, les sélections olympiques remplacent de nouveau les championnats nationaux mais les vainqueurs des courses sont désignés champions nationaux.

## Éditions
Le lien externe renvoie vers une partie ou l'intégralité des résultats

### Grand bassin

#### United States Swimming Championships, championnats d'été
- 1962 - Cuyahoga Falls (hommes), Chicago (femmes)
- 1963 - Oak Park (Ohio) (hommes), High Point (Caroline du Nord) (femmes)
- 1964 - Palo Alto
- 1965 - Toledo (Ohio)
- 1966 - Lincoln (Nebraska)
- 1967 - Oak Park (Ohio) (hommes), Philadelphie (femmes)
- 1968 - Lincoln (Nebraska)
- 1969 - Louisville (Kentucky)
- 1970 - Los Angeles
- 1971 - Houston
- 1972 - Lincoln (Nebraska)
- 1973 - Louisville (Kentucky)
- 1974 - Concord (Floride)
- 1975 - Kansas City (Kansas)
- 1976 - Philadelphie
- 1977 - Mission Viejo
- 1978 - The Woodlands (sélections olympiques)
- 1979 - Fort Lauderdale
- 1980 - Santa Clara (Californie)
- 1981 - Brown Deer
- 1982 - Indianapolis
- 1983 - Clovis (Californie)
- 1984 - Fort Lauderdale
- 1985 - Mission Viejo
- 1986 - Santa Clara (Californie)
- 1987 - Clovis (Californie)
- 1988 - Indianapolis (sélections olympiques)
- 1989 - Los Angeles
- 1990 - Austin (Texas)
- 1991 - Fort Lauderdale
- 1992 - Mission Viejo
- 1993 - Austin (Texas)
- 1994 - Indianapolis
- 1995 - Pasadena
- 1996 - Fort Lauderdale
- 1997 - Nashville
- 1998 - Clovis (Californie)
- 1999 - Minneapolis
- 2000 - remplacés par les sélections olympiques
- 2001 - Fresno (Californie)
- 2002 - Fort Lauderdale
- 2003 - College Park (Maryland) [1]
- 2004 - Stanford (Californie) [2]
- 2005 - Irvine (Californie) [3]
- 2006 - Irvine (Californie) [4]
- 2007 - Indianapolis[5]
- 2008 - remplacés par les sélections olympiques
- 2009 - Indianapolis[6] (sélections mondiales)

#### United States Spring Swimming Championships, championnats de printemps
- 1962 - Bartlesville (Oklahoma) (hommes), Sacramento (Californie) (femmes)
- 1963 - New Haven (Connecticut) (homme), Berea (Ohio) (femmes)
- 1964 - Bartlesville (Oklahoma) (hommes), Pittsburgh (Pennsylvanie) (femmes)
- 1965 - New Haven (Connecticut) (hommes), Los Angeles (Californie) (femmes)
- 1966 - Brandon (Floride) (hommes), Bartlesville (Oklahoma) (femmes)
- 1967 - Dallas (Texas) (hommes), Fairview (Ohio) (femmes)
- 1968 - Greenville (Caroline du Sud) (hommes), Pittsburgh (Pennsylvanie) (femmes)
- 1969 - Long Beach (Californie)
- 1970 - Cincinnati (Ohio)
- 1971 - Pullman (Washington)
- 1972 - Dallas (Texas)
- 1973 - Miami (Floride)
- 1974 - Dallas (Texas)
- 1975 - Cincinnati (Ohio)
- 1976 - Long Beach (Californie)
- 1977 - Canton (Ohio)
- 1978 - Austin (Texas)
- 1979 - Los Angeles (Californie)
- 1980 - Austin (Texas)
- 1981 - Cambridge (Massachusetts)
- 1982 - Gainesville (Floride)
- 1983 - Indianapolis (Indiana)
- 1984 - Indianapolis (Indiana)
- 1985 - Los Angeles (Californie)
- 1986 - Orlando (Floride)
- 1987 - Boca Raton (Floride)
- 1988 - Orlando (Floride)
- 1989 - Chapel Hill (Caroline du Nord)
- 1990 - Nashville (Tennessee)
- 1991 - Federal Way (Washington)
- 1992 - Indianapolis (Indiana) (sélections olympiques)
- 1993 - Nashville (Tennessee)
- 1994 - Federal Way (Washington)
- 1995 - Minneapolis (Minnesota)
- 1996 - Orlando (Floride)
- 1997 - Buffalo (New York)
- 1998 - Minneapolis (Minnesota)
- 1999 - Long Island (New York)
- 2000 - Federal Way (Washington)
- 2001 - Austin (Texas)
- 2002 - Minneapolis (Minnesota)
- 2003 - Indianapolis (Indiana) [7]
- 2004 - Orlando (Floride) [8]
- 2005 - Indianapolis (Indiana) [9] (sélections mondiales)
- 2006 - Federal Way (Washington) [10]
- 2007 - East Meadow (New York) [11]

### Petit bassin
United States Short Course Swimming Championships
- 2007 : Atlanta (Géorgie) [12]
- 2008 : Atlanta (Géorgie) [13]
- 2009 : Federal Way (Washington) (sélections mondiales)